# Évangéliaire de Saint-Riquier
L'Évangéliaire de Saint-Riquier , est un manuscrit enluminé, écrit à l'encre d'or sur vélin pourpré, réalisée entre 780 et 800. Il est issu de la première école palatine d'Aix-la-Chapelle ou école de la Cour impériale qui se développe à la fin du VIIIe et au début du IXe siècle sous l'impulsion de l'empereur Charlemagne. De cette école proviennent, en particulier, les évangiles du groupe d'Ada qui contiennent certaines des plus anciennes enluminures carolingiennes parvenues jusqu'à nous.

## Historique
Le manuscrit a sans doute été réalisé au scriptorium de la cour de Charlemagne entre 790 et 800. Il daterait plus particulièrement d'après 794, date à laquelle la cour s'installe à Aix-la-Chapelle. Il aurait été offert à Angilbert, abbé de Saint-Riquier (alors Centula) par Charlemagne lui-même, dont il est un proche. L'empereur qui favorise le monastère en l'enrichissant de cadeaux précieux, aurait donné le manuscrit lors de son séjour à l'abbaye pendant les fêtes de Pâques de l'an 800.
Le manuscrit est conservé dans le trésor de l'abbaye de Saint-Riquier jusqu'à la Révolution française. En 1790, des décrets de l'Assemblée nationale supprimant le clergé régulier et les ordres monastiques, l'abbaye de Saint-Riquier est déclarée bien national, l'ouvrage devient propriété de l'État. Il est, dans un premier temps, conservé dans l'ancien Hôtel de Ville d'Abbeville. Puis, il intègre les collections de la Bibliothèque municipale d'Abbeville, où il est toujours conservé (Ms.4). 

## Description
L'ouvrage renferme le texte des quatre évangiles canoniques dans la traduction latine de Saint-Jérôme, dite la Vulgate, texte précédé d'un prologue, d'une lettre de saint Jérôme au pape Damase, de la lettre d'Eusèbe de Césarée à son ami Carpien et des tables de concordances des évangiles (ou Canons d'Eusèbe) dressées dans des arcades soutenues par des colonnes polychromes évoquant le marbres. 
Il est écrit à l'encre d'or sur un parchemin teinté de pourpre, comme on peut le retrouver sur d'autres manuscrits impériaux de l'époque. Seuls une dizaine de folios à la fin du livre sont transcrits en noir sur parchemin blanc, correspondant aux péricopes (f.189v-198r). Les écritures utilisées sont, outre les capitales, l'onciale et la minuscule caroline archaïque. 
Les enluminures sont similaires à celles des autres manuscrits de l'école de la cour de Charlemagne. Le manuscrit contient 4 miniatures en pleine page représentant les portraits des évangélistes. Chaque incipit des évangiles est orné de lettrines ornées en pleine page, en face de chaque évangéliste. Le prologue des évangiles commence aussi par une grande lettrine ornée.

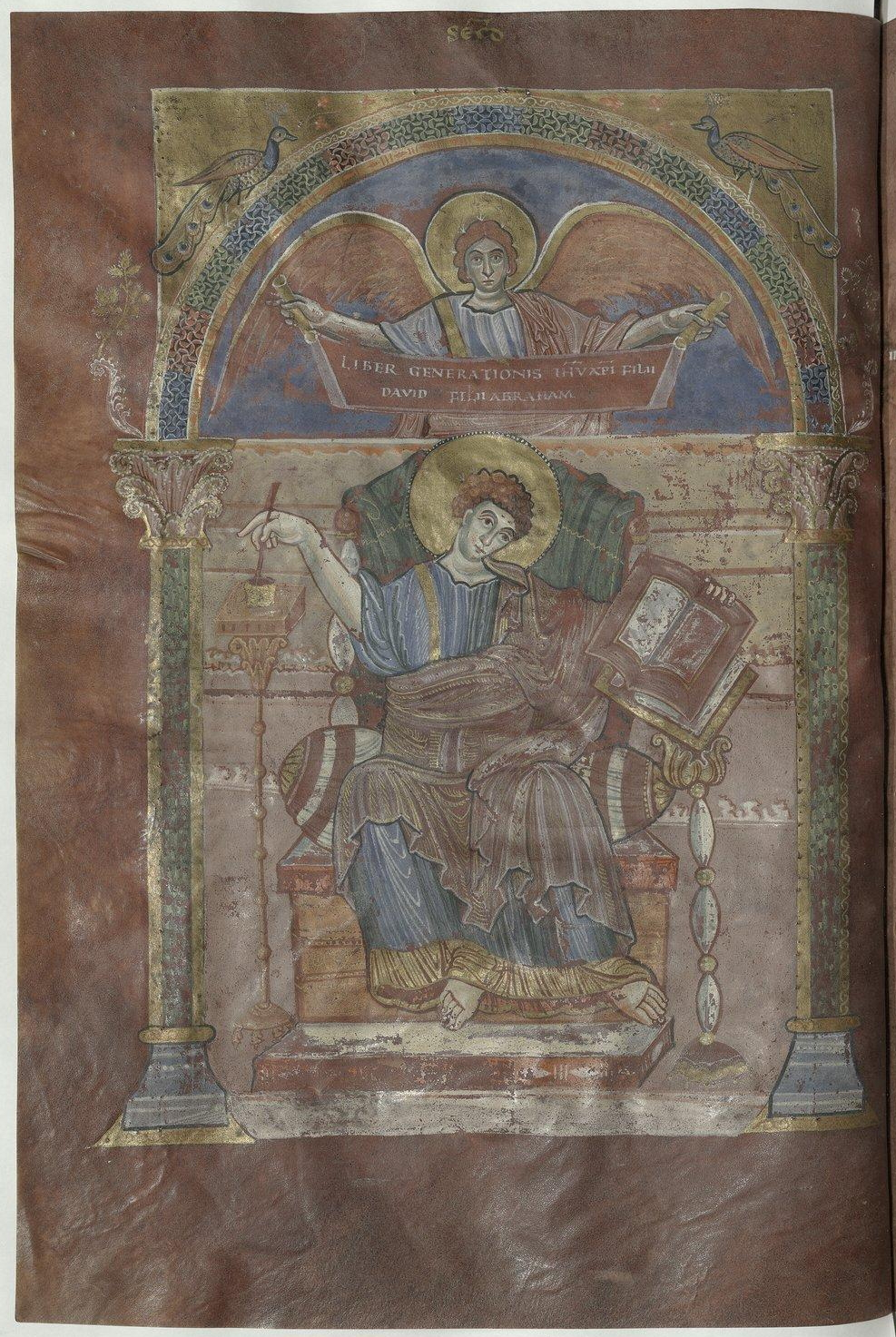
Saint Matthieu, f17v
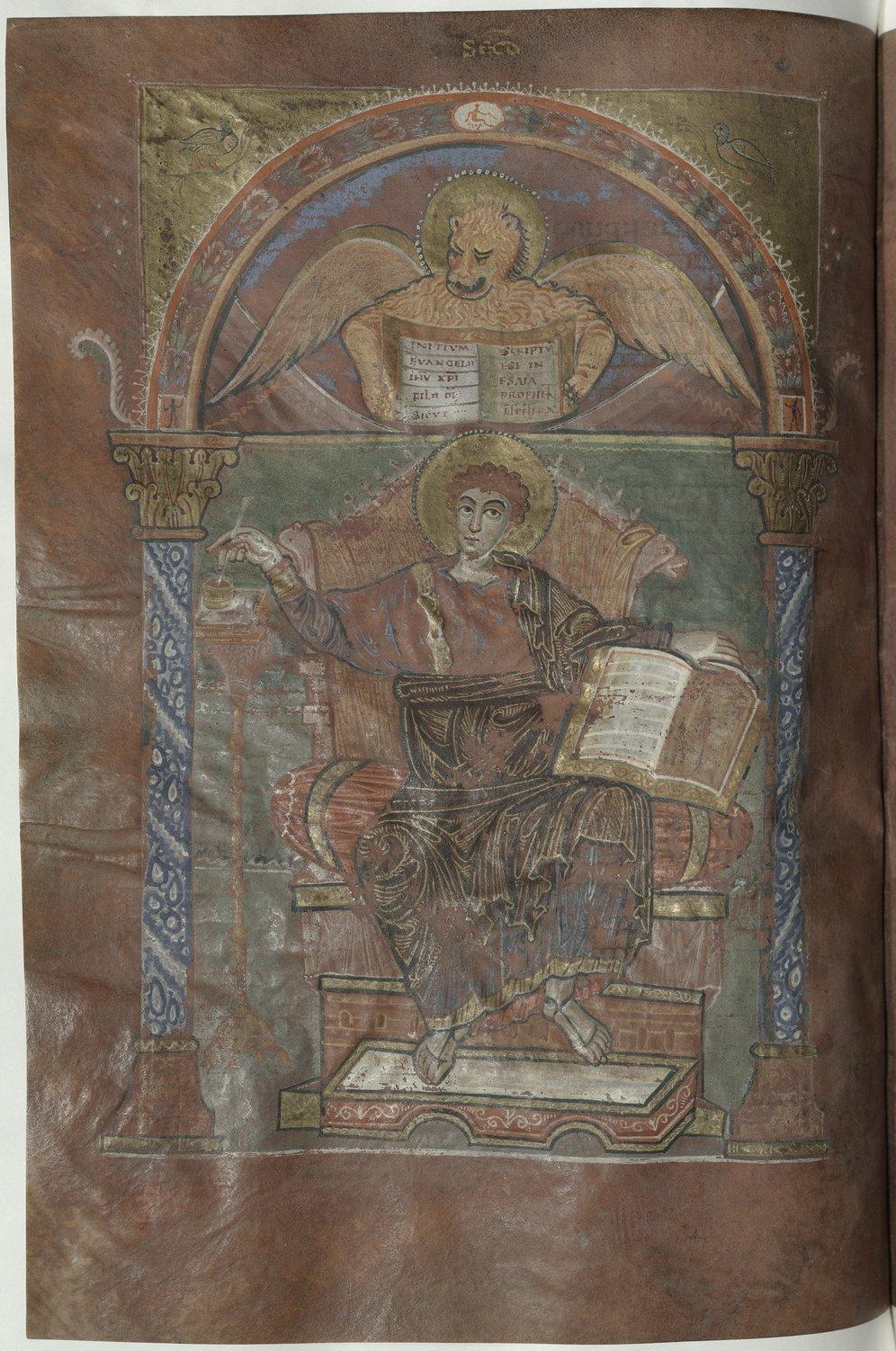
Saint Marc, f66v
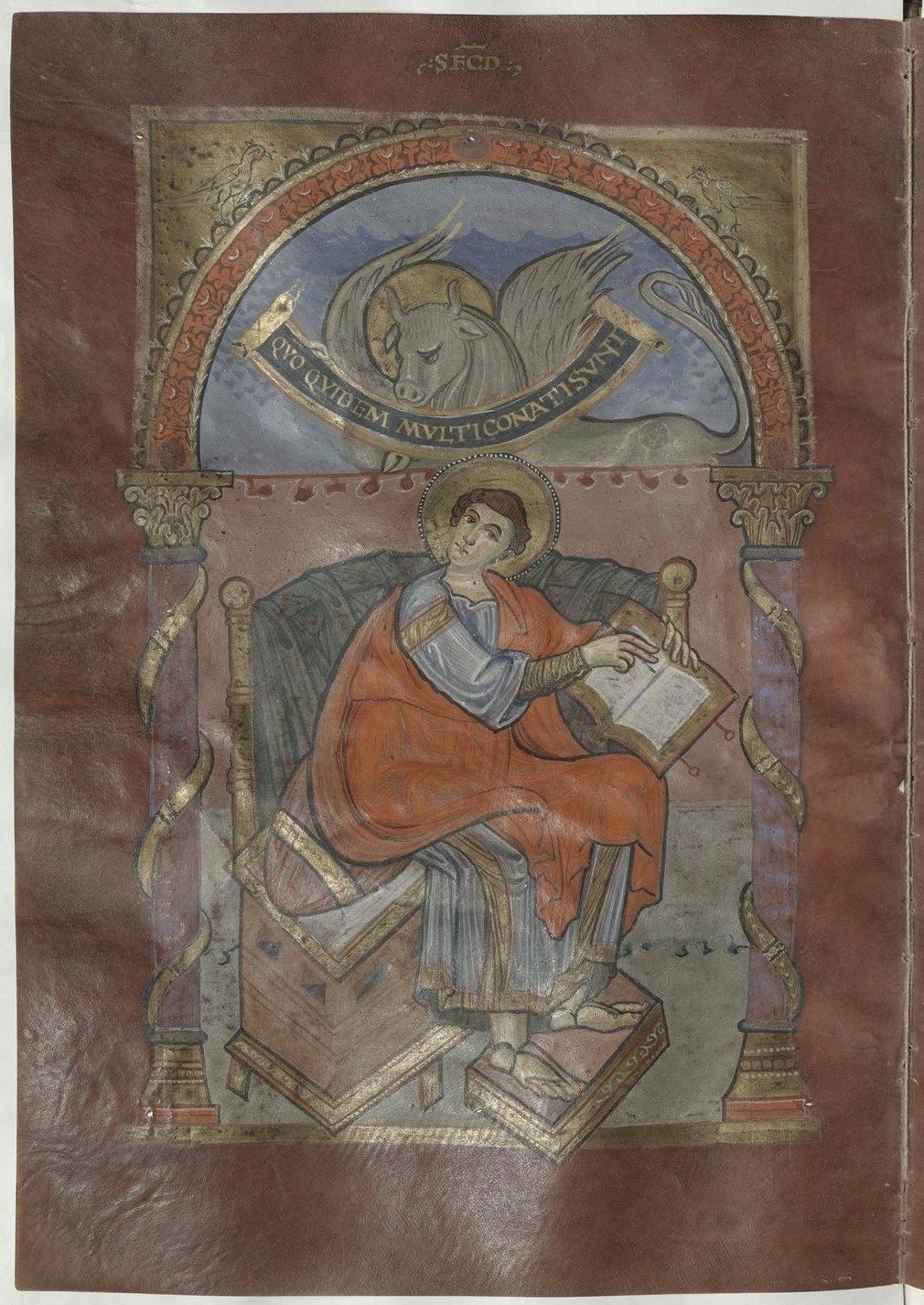
Saint Luc, f101v
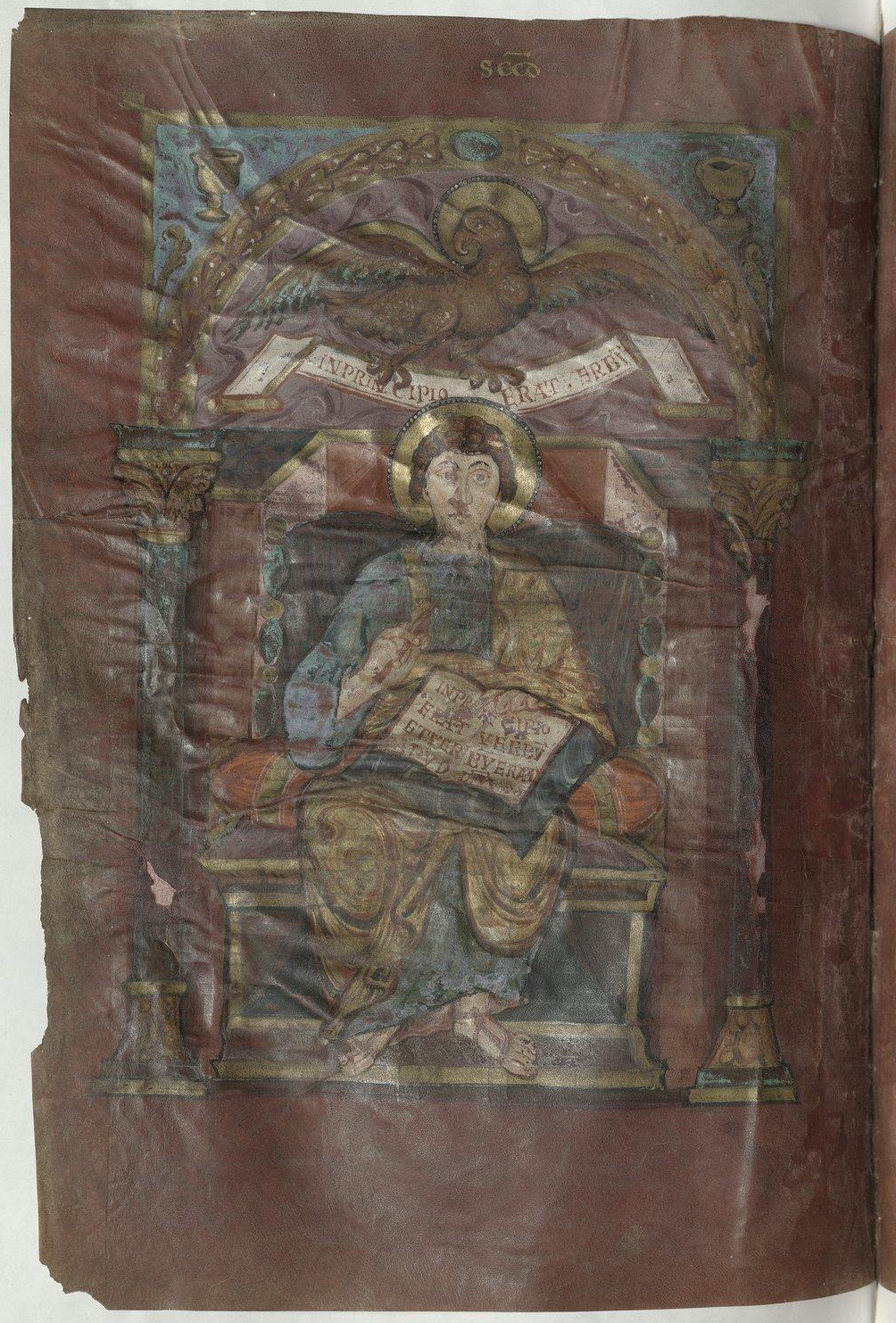
Saint Jean, f153v